# Deutsche Gesellschaft für Photographie

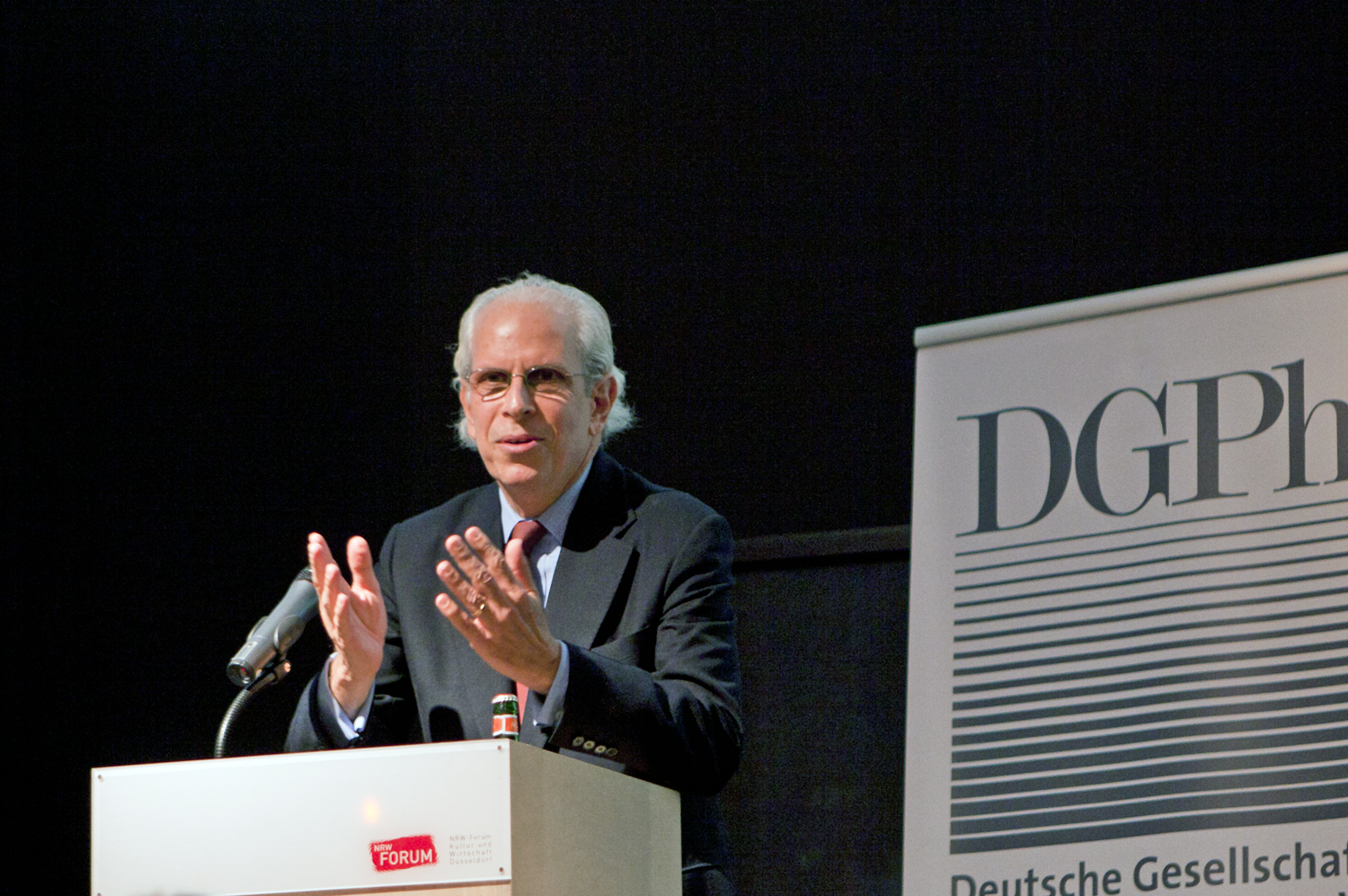
Stephen Shore, NRW-Forum Düsseldorf během děkovné řeči po získání Kulturpreises der Deutschen Gesellschaft für Photographie (DGPh) - 11. září 2010

Deutsche Gesellschaft für Photographie e. V. (Německá fotografická společnost, DGPh) je organizace, která se zabývá oceněními především v kultuře, fotografii a souvisejících vizuálních médiích. Byla založena v roce 1951 v Kolíně nad Rýnem, kde má své sídlo, je registrovaným spolkem a má asi 1000 členů.
Nový člen je přijat po zvážení návrhu dvou stávajících členů.

## Struktura
Společnost se dělí na šest částí, které zvažují různé aspekty fotografie:
- Obraz
- Vzdělávání a rekvalifikace
- Historie a archivy
- Umění, trh a právo
- Lékařská a vědecká fotografie
- Věda a technika

## Ocenění
- Kulturpreis der Deutschen Gesellschaft für Photographie (Cena za kulturu Německé fotografické společnosti) se uděluje za významné počiny v kategorii fotografie od roku 1959. Je udělována žijícím osobám působícím v oblasti humanitární, charitativní, vědecké, umělecké nebo vědecké. K nostelům této ceny patří Anna Fárová 1990, Hilmar Pabel 1961, Fritz Kempe 1964, Rosemarie Clausen, Regina Relang a Liselotte Strelow (1976), Wolf Strache 1979 a Karl Pawek (1983[1]), Stephen Shore 2010, Klaus Honnef 2011.

- Cena Ericha Salomona je oceněním příkladného využití fotografie v žurnalistice.

- Otto-Steinert-Preis je cena pro mladé talentované fotografy.

- Erich-Stenger-Preis se uděluje jako stipendium.

- Herbert-Schober-Preis je nejvyšším ocenění za fotografickou práci v lékařské a vědecké fotografii.

- Robert-Luther-Preis je cena za řešení vědeckých fotografických problémů.

- Deutscher Kamerapreis je společná cena udělovaná rozhlasem Westdeutschen Rundfunk a Cena města Kolína od roku 1982 za vynikající úspěchy v oblasti kamery pro film a televizi.